# Verkeerscirculatieplan Groningen

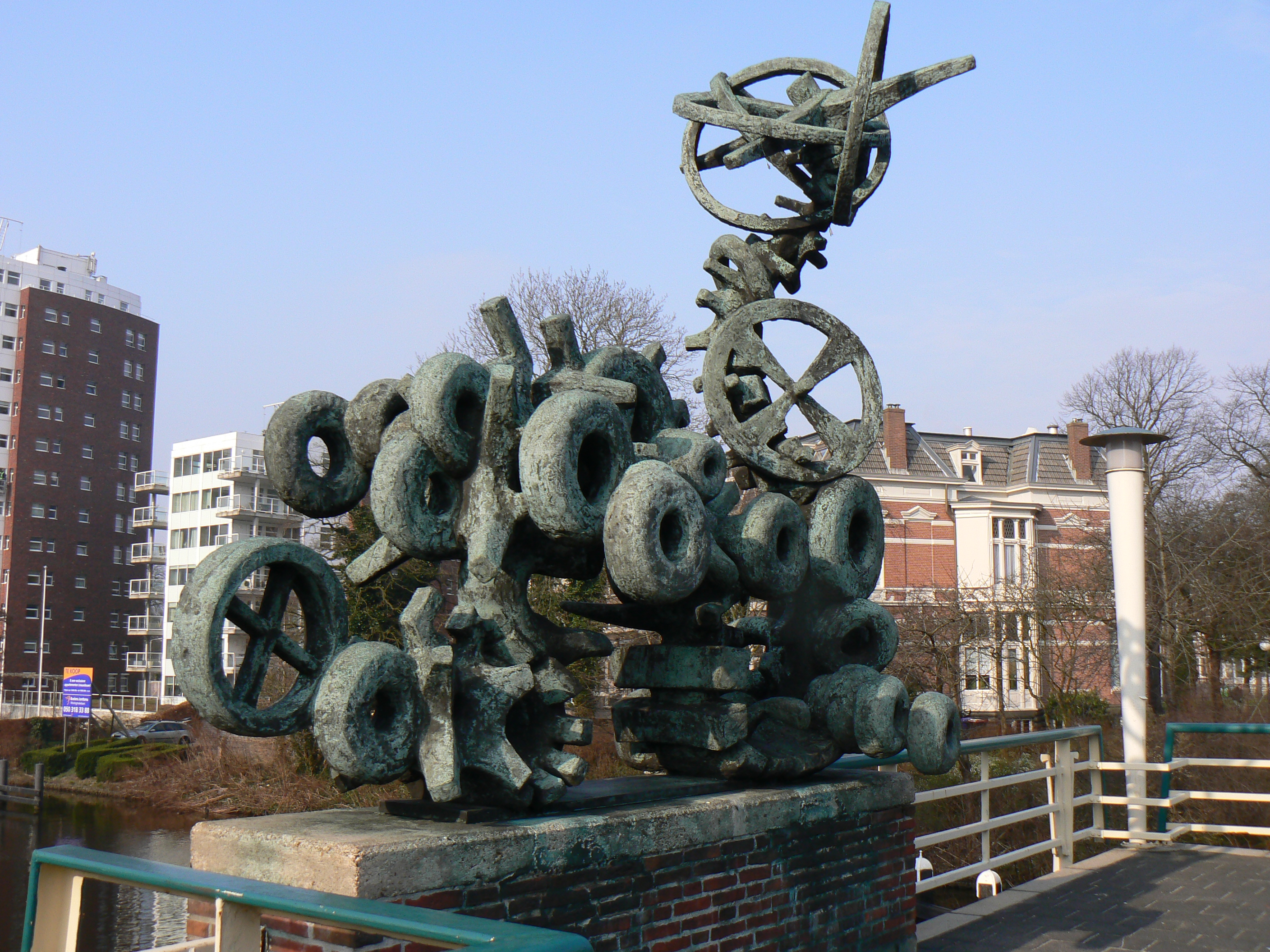
'Het verkeer' te Groningen, in de jaren 1950 verbeeld door Willem Reyers

Het Verkeerscirculatieplan van de stad Groningen werd op 19 september 1977 in gebruik genomen. Voorbereiding en realisatie van dit plan kostte twee jaar. Voorvechter van het plan was wethouder Jacques Wallage.
Achterliggende gedachte was het autoluw maken van de Groninger binnenstad door het verhinderen van doorgaand verkeer door het centrum. Dit werd gerealiseerd door het inrichten van de zogenaamde Diepenring rond de binnenstad, grotendeels overeenkomend met de grachtengordel. Deze ringroute kreeg twee rijstroken voor eenrichtingsverkeer. De binnenstad zelf werd ingedeeld in vier kwadranten of sectoren. Door aanpassingen aan het stratenplan werd het automobilisten, maar niet fietsers, onmogelijk gemaakt van de ene sector naar de andere te reizen. Om van sector naar sector te komen moest een automobilist eerst naar de Diepenring.
Het Verkeerscirculatieplan zou scherpe kritiek oogsten en leidde tot langdurige discussies tussen het gemeentebestuur en (vooral) binnenstadondernemers. Na een aantal jaren werd het sectorenmodel minder bekritiseerd en wordt een dergelijke indeling van de wegen in navolging van Groningen ook toegepast in onder meer Utrecht, Gent en Leuven. Tussen 2016 en 2018 is de Diepenringroute gerenoveerd. Achterstallig onderhoud werd uitgevoerd en anno 2022 zijn op de meeste gedeeltes de twee rijstroken teruggebracht tot één, met ernaast een extra breed fietspad.